# Universidad Mohamed Primero
La Universidad Mohamed Primero 'UMP' es una univesidad pública situada en la región Oriental de Marruecos, con campus ubicados en Uchda, Nador y Berkán. Fue fundada en 1978.
En un estudio publicado en 2010 en el orden de las universidades, se clasificó como el trigésimo quinto puesto en el mundo árabe y en tercer lugar a nivel nacional.

## Docencia
La Universidad Mohamed Primero comprende las siguientes instituciones:
| Institución                                             | Ubicación |
| ------------------------------------------------------- | --------- |
| Facultad de Ciencias Jurídicas, Económicas y Sociales   | Uchda     |
| Facultad de Ciencias                                    | Uchda     |
| Facultad de Letras y Ciencias Humanas                   | Uchda     |
| Facultad de Medicina y Farmacia                         | Uchda     |
| Facultad Pluridisciplinar de Nador                      | Nador     |
| Escuela Nacional de Ciencias Aplicadas de Uchda (ENSAO) | Uchda     |
| Escuela Nacional de Comercio y Gestion de Uchda (ENCGO) | Uchda     |
| Escuela Superior de Tecnología de Uchda (ESTO)          | Uchda     |
| Escuela Superior de Tecnología de Nador (ESTN)          | Nador     |
| Escuela Superior de Educación y Formación (ESEF)        | Nador     |
| Escuela Nacional de Inteligencia Artificial y Digital   | Berkán    |